# 1,3-Benzodioksol
1,3-Benzodioksol je u hemiji, a posebno u organskoj hemiji, aromatična funkcionalna grupa. 1,3-Benzodioksol se koristi u detekciji gemoloških stimulanata. On je prekurzor parfema, insekticida i lekova, npr. on se koristi u sintezi safrola.